# Pseudosympycnus
Pseudosympycnus is een vliegengeslacht uit de familie van de slankpootvliegen (Dolichopodidae).

## Soorten
- Pseudosympycnus albipalpus (Parent, 1930)[2]
- Pseudosympycnus araza Soares & Capellari, 2020[3]
- Pseudosympycnus bickeli Soares & Capellari, 2020[3]
- Pseudosympycnus bicolor Robinson, 1967[1]
- Pseudosympycnus latipes (Parent, 1930)[2]
- Pseudosympycnus latitibia Soares & Capellari, 2020[3]
- Pseudosympycnus maroaga Soares & Capellari, 2020[3]
- Pseudosympycnus palpiger (Van Duzee, 1931)[4]
- Pseudosympycnus perornatus Robinson, 1967[1]
- Pseudosympycnus robinsoni Soares & Capellari, 2020[3]
- Pseudosympycnus sehnali Soares & Capellari, 2020[3]
- Pseudosympycnus singularis (Parent, 1934)[5]